# بيل دريك (لاعب كرة قاعدة)
بيل دريك (بالإنجليزية: Bill Drake)‏ هو لاعب كرة قاعدة أمريكي، ولد في 8 يونيو 1895 في سيداليا في الولايات المتحدة، وتوفي في 30 أكتوبر 1977 في سانت لويس في الولايات المتحدة.